# Ricky Rubio
Ricard Rubio i Vives (sinh ngày 21 tháng 10 năm 1990) là một cầu thủ bóng rổ chuyên nghiệp Tây Ban Nha cho Phoenix Suns của Hiệp hội bóng rổ quốc gia (NBA). Rubio trở thành cầu thủ trẻ nhất từng chơi trong Tây Ban Nha ACB League vào ngày 15 tháng 10 năm 2005, ở độ tuổi 14.  Anh đã ra mắt EuroLeague vào ngày 24 tháng 10 năm 2006, ở tuổi 16, trở thành cầu thủ đầu tiên được sinh ra vào những năm 1990 để chơi trong một trò chơi EuroLeague. Anh ấy là cầu thủ trẻ thứ năm ra mắt tại EuroLeague, kể từ năm 2000. Vào ngày 25 tháng 6 năm 2009, anh đã được phác thảo với lựa chọn thứ năm trong vòng đầu tiên của bản nháp NBA 2009 bởi Timberwolves, khiến anh trở thành cầu thủ đầu tiên sinh ra vào thập niên 1990 được NBA phác thảo. Timberwolves đã có một thỏa thuận về nguyên tắc với đội bóng Tây Ban Nha cũ của anh, DKV Joventut, để mua hết hợp đồng của anh ấy, nhưng Rubio đã từ bỏ thỏa thuận. On ngày 31 tháng 8 năm 2009, Joventut traded the rights to Rubio to FC Barcelona, và Rubio đã ký hợp đồng sáu năm với FC Barcelona vào ngày hôm sau. Năm 2011, Rubio gia nhập Minnesota Timberwolves, 
và đã trải qua sáu mùa ở Minnesota trước khi được giao dịch với Jazz vào tháng 6 năm 2017.

## Hồ sơ cầu thủ

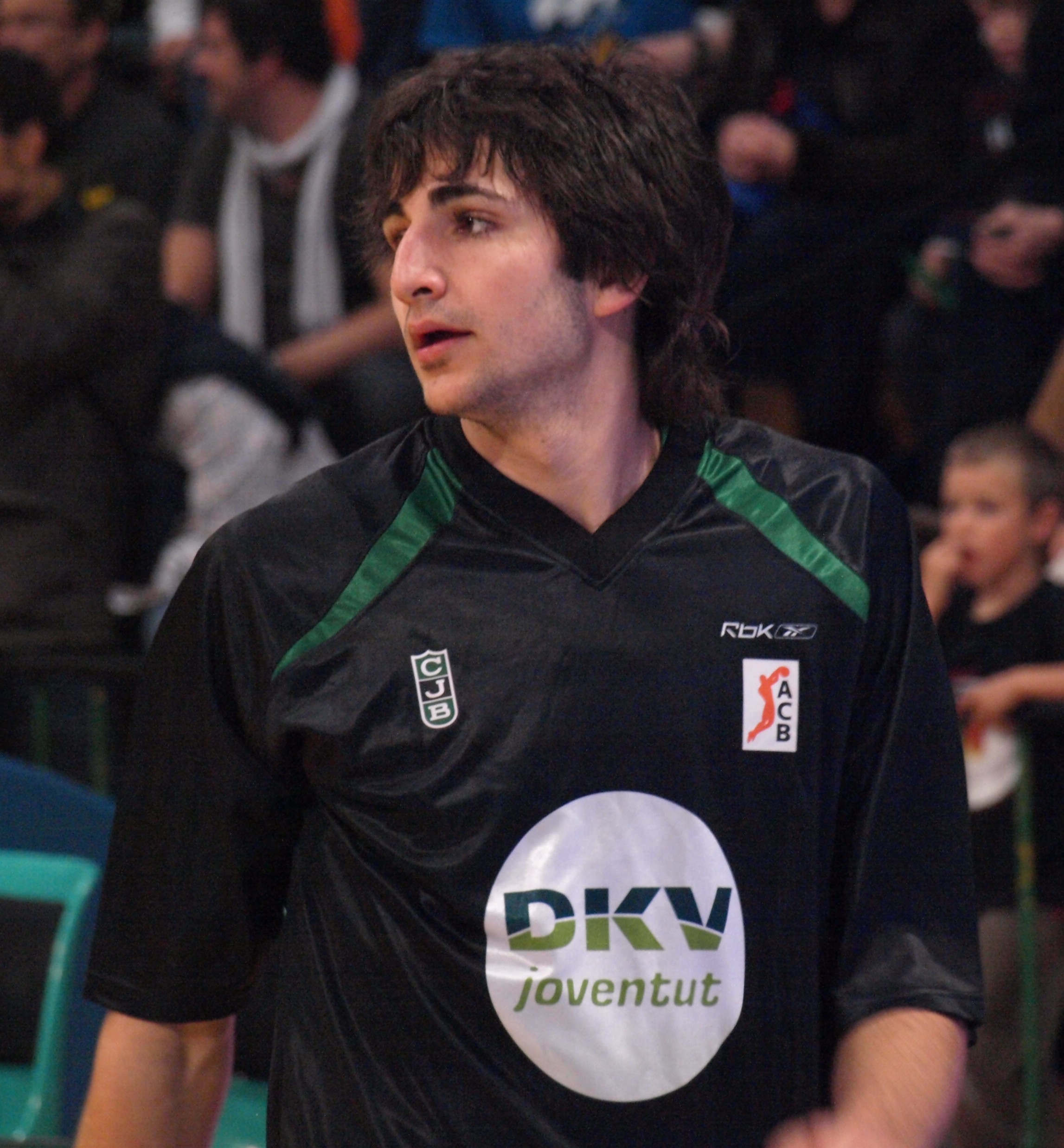
Rubio đang chơi ở Tây Ban Nha

Rubio được một số người coi là triển vọng hậu vệ tốt nhất châu Âu từ trước đến nay. Rubio đã được một số người so sánh với Pete Maravich.
Và có thể được xem là hậu vệ dẫn bóng tốt nhất cho đến bây giờ của Tây Ban Nha